# Komasacija
Komasacija ili okrupnjavanje zemljišta je agrarnopravna mjera koja se provodi u svrhu grupiranje zemljišnih čestica radi racionalnije agrarne proizvodnje.
Okrupnjavanja zemljišta se provodi ako se zbog velike rascjepkanosti zemljišta ne može organizirati poljoprivredna proizvodnja koja osigurava isplativost uloženih sredstava, odnosno ako se zemljište ne može racionalno obrađivati. 
Komasacija se provodi na određenom području; u pravilu obuhvaća zemljište jedne katastarske općine.

## Vanjske poveznice
- MPS